# 高千穂河原

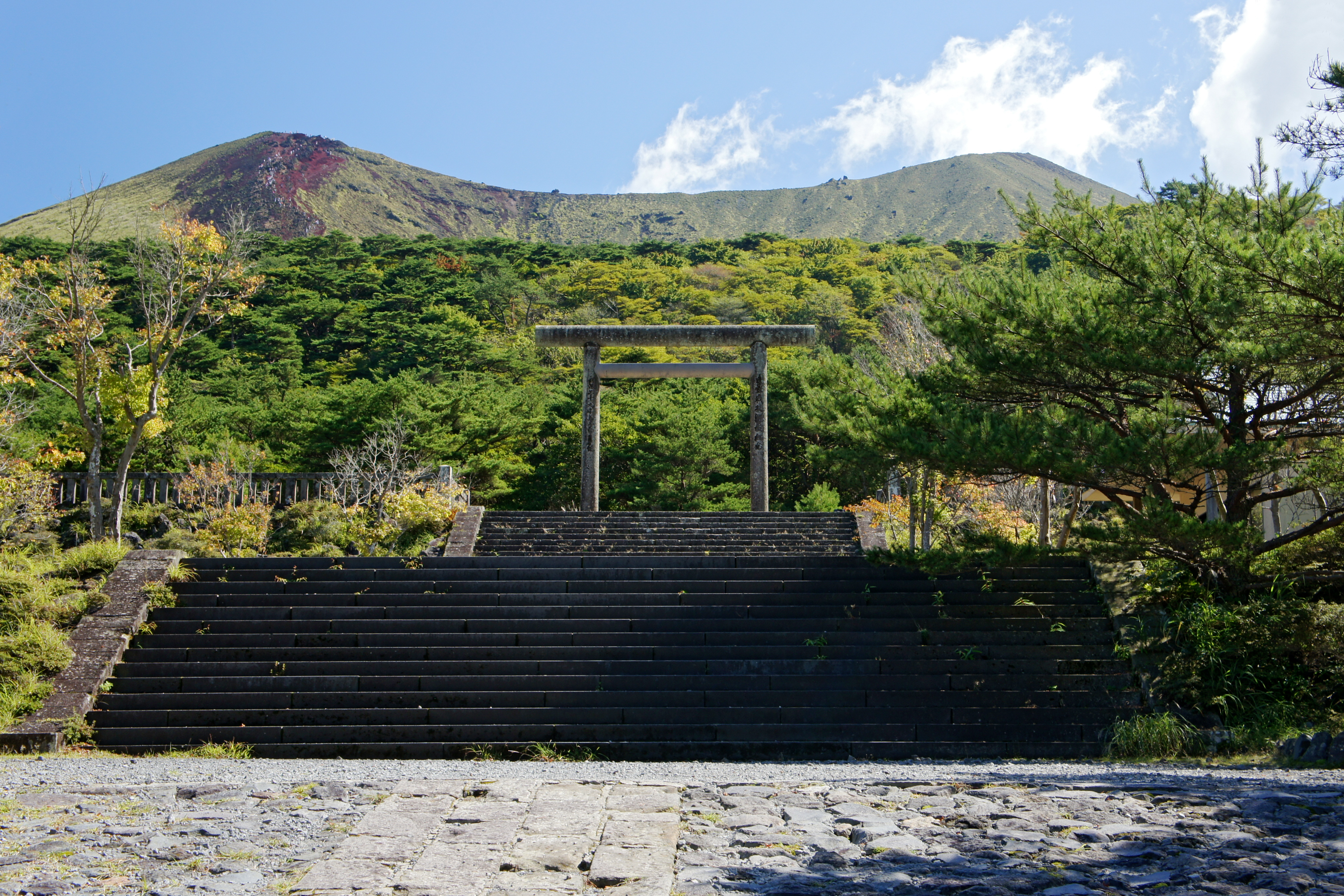
古宮址

高千穂河原（たかちほがわら）は、鹿児島県霧島市に所在する霧島山の中岳と御鉢との谷間にある地名である。
古くは瀬多尾越と呼ばれており、中世にはこの場所に霧島神宮があったが、御鉢の噴火による焼失後の現在は古宮址が残されている。

## 地理
高千穂河原登山口があり、霧島山の御鉢や高千穂峰方面への登山道が延びており、霧島山登山拠点の一つとなっている。
霧島錦江湾国立公園（霧島地域）内に位置しており、高千穂河原登山口から御鉢火口への途中までが自然公園法上の第2種特別地域（鹿児島県管理）、そこから宮崎県側の高千穂峰山頂までが同法上の特別保護地区（環境省管理）である。なお、高千穂河原登山口から御鉢火口までの鹿児島県側の一帯は、霧島神宮の土地であり鹿児島県が借地している区域である。
また、ミヤマキリシマ群生地（鹿ケ原）を巡る散策路やキャンプ場などが整備されている。
鹿児島県が1984年（昭和59年）に開設した高千穂河原ビジターセンターがあり、管理運営は高千穂河原ビジターセンター運営協議会に委託され、さらに一般財団法人自然公園財団に再委託されている。高千穂河原ビジターセンターは2022年（令和4年）8月5日にリニューアルオープンした。

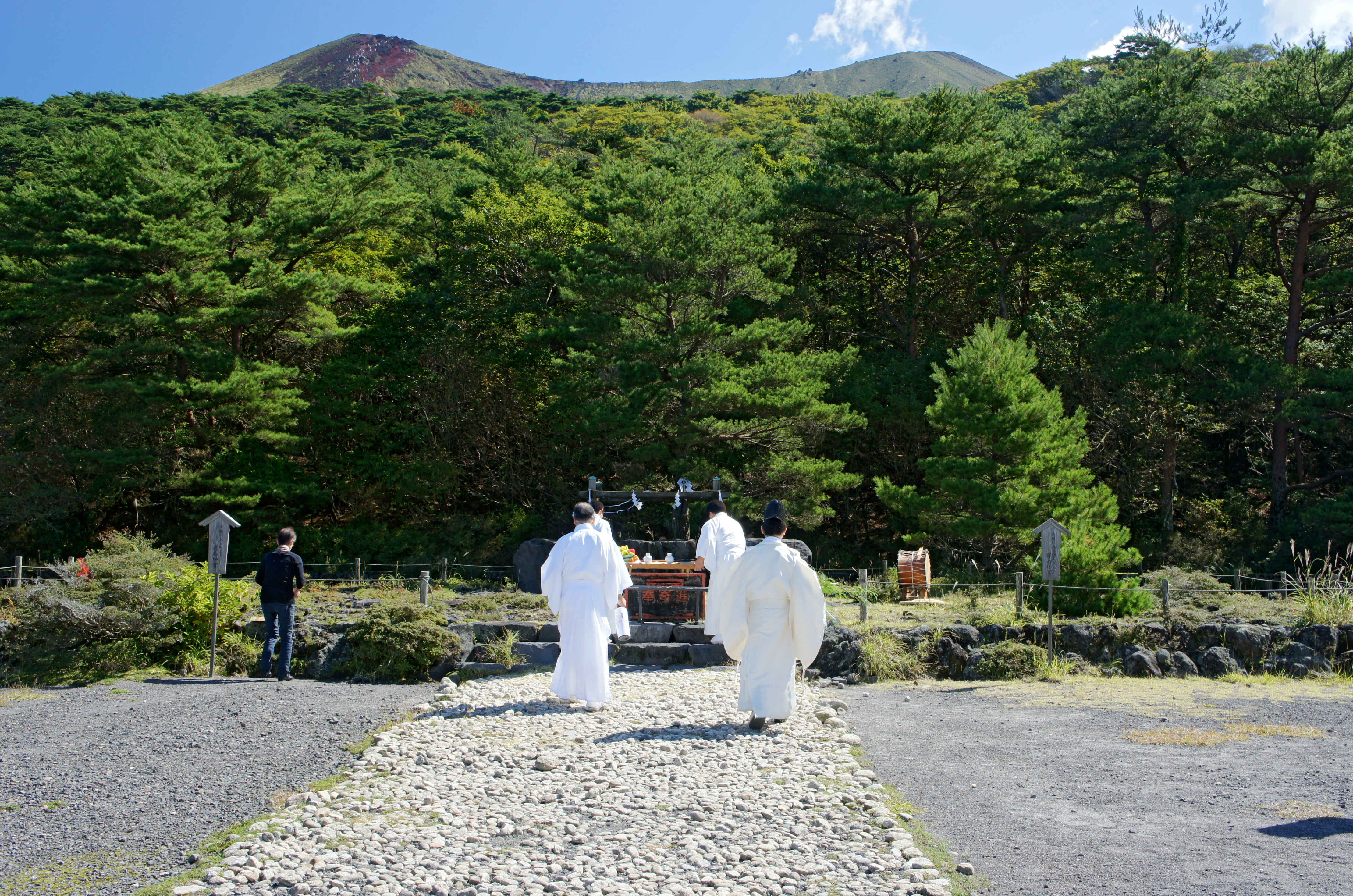
天孫降臨神籬斎場

かつて霧島神宮があった場所は古宮址（ふるみやあと）と呼ばれている。毎年11月10日夕刻に天孫降臨御神火祭が開催される。これは天孫のニニギノミコトが高千穂峰にくだった際、これを猿田毘古神が火を焚いて迎えた天孫降臨の故事にちなむ。祭壇前で御神火が焚かれ、神職らが大祓の言葉を唱えながら、祈願札を火にくべる。天孫降臨九面太鼓が奉納される。

## 歴史
霧島神宮は古くは高千穂峰と御鉢の間の「瀬多尾（せたお）（背門丘・瀬戸尾）」にあったが、御鉢の噴火によってたびたび炎上し、延暦7年（788年）7月の火常峰（御鉢）の噴火で焼失したため、天暦年間に性空によって高千穂河原に再興された。しかしながらここも1234年1月18日（文暦元年12月28日）の御鉢の噴火によって焼失してしまった。霧島神宮は後に別の場所で再建され、高千穂河原には社殿の跡地が残るのみとなった。
1940年（昭和15年）、皇紀2600年記念事業の一つとして斎場がつくられた。1958年（昭和33年）に駐車場が整備され霧島山の観光拠点の一つとなった。
1962年（昭和37年）5月6日には当時の皇太子明仁親王と皇太子妃美智子が訪れ、出迎えの周辺住民など6000人余りが集まった。

## 所在地
鹿児島県霧島市霧島田口2583-12（高千穂ビジターセンター）